# Lijst van spoorwegstations in Noord-Holland
Dit is een lijst van spoorwegstations in de provincie Noord-Holland.

## Huidige stations
- Alkmaar
  - Noord
- Amsterdam
  - Amstel
  - Arena (alleen bij evenementen)
  - Bijlmer ArenA
  - Centraal
  - Holendrecht
  - Lelylaan
  - Muiderpoort
  - RAI
  - Science Park
  - Sloterdijk
  - Zuid
- Anna Paulowna
- Beverwijk
- Bloemendaal
- Bovenkarspel
  - Flora
  - -Grootebroek
- Bussum Zuid
- Castricum
- Den Helder
  - Zuid
- Diemen
  - Zuid
- Driehuis
- Duivendrecht
- Enkhuizen
- Haarlem
  - Spaarnwoude
- Halfweg-Zwanenburg
- Heemskerk

- Heemstede-Aerdenhout
- Heerhugowaard
- Heiloo
- Hilversum
  - Media Park
  - Sportpark

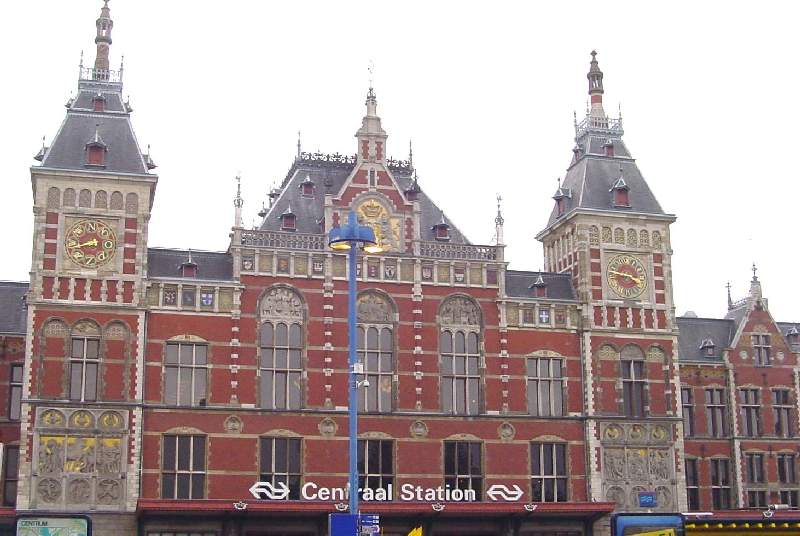
Station Amsterdam Centraal

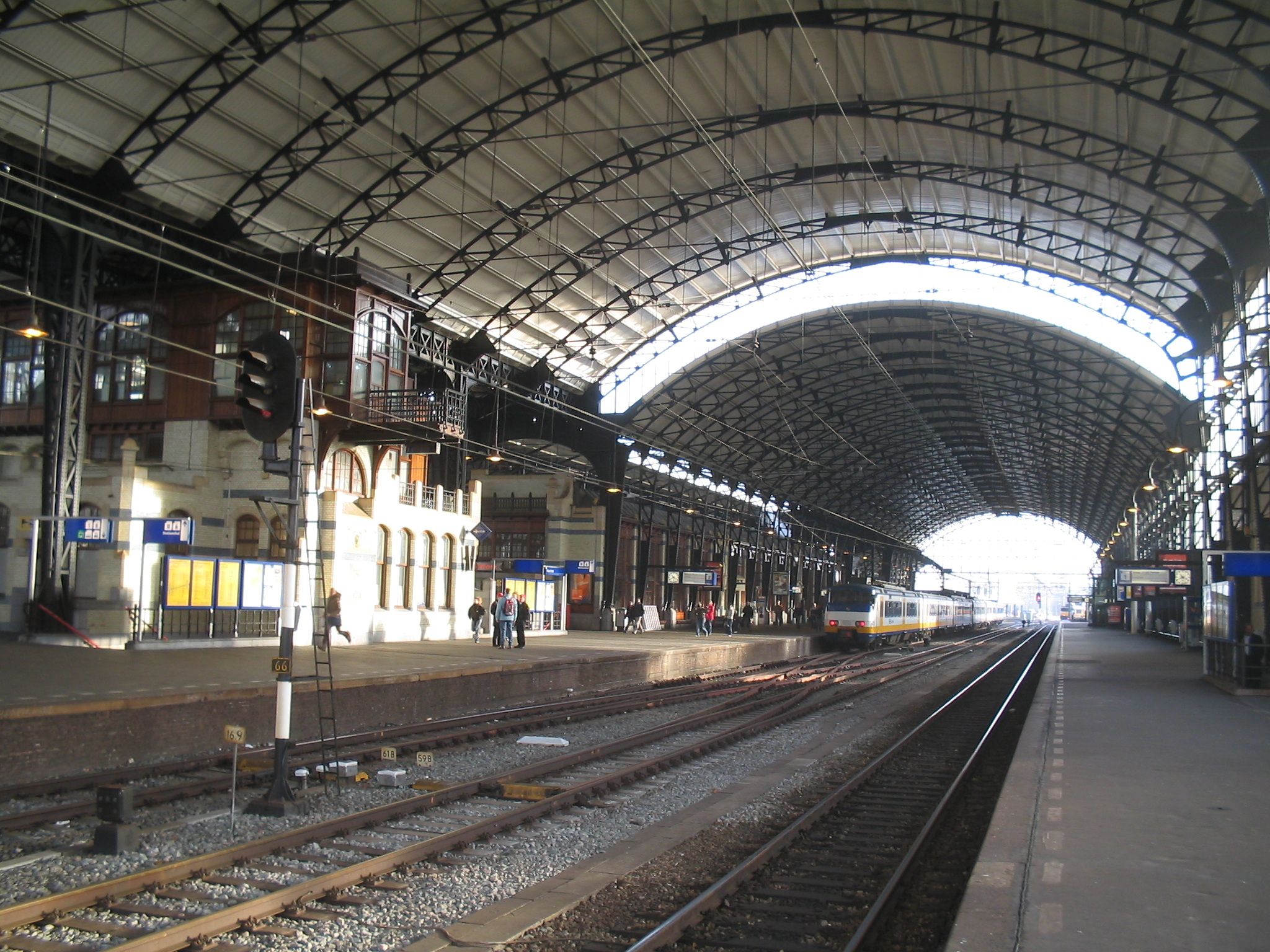
Stationsoverkapping Haarlem

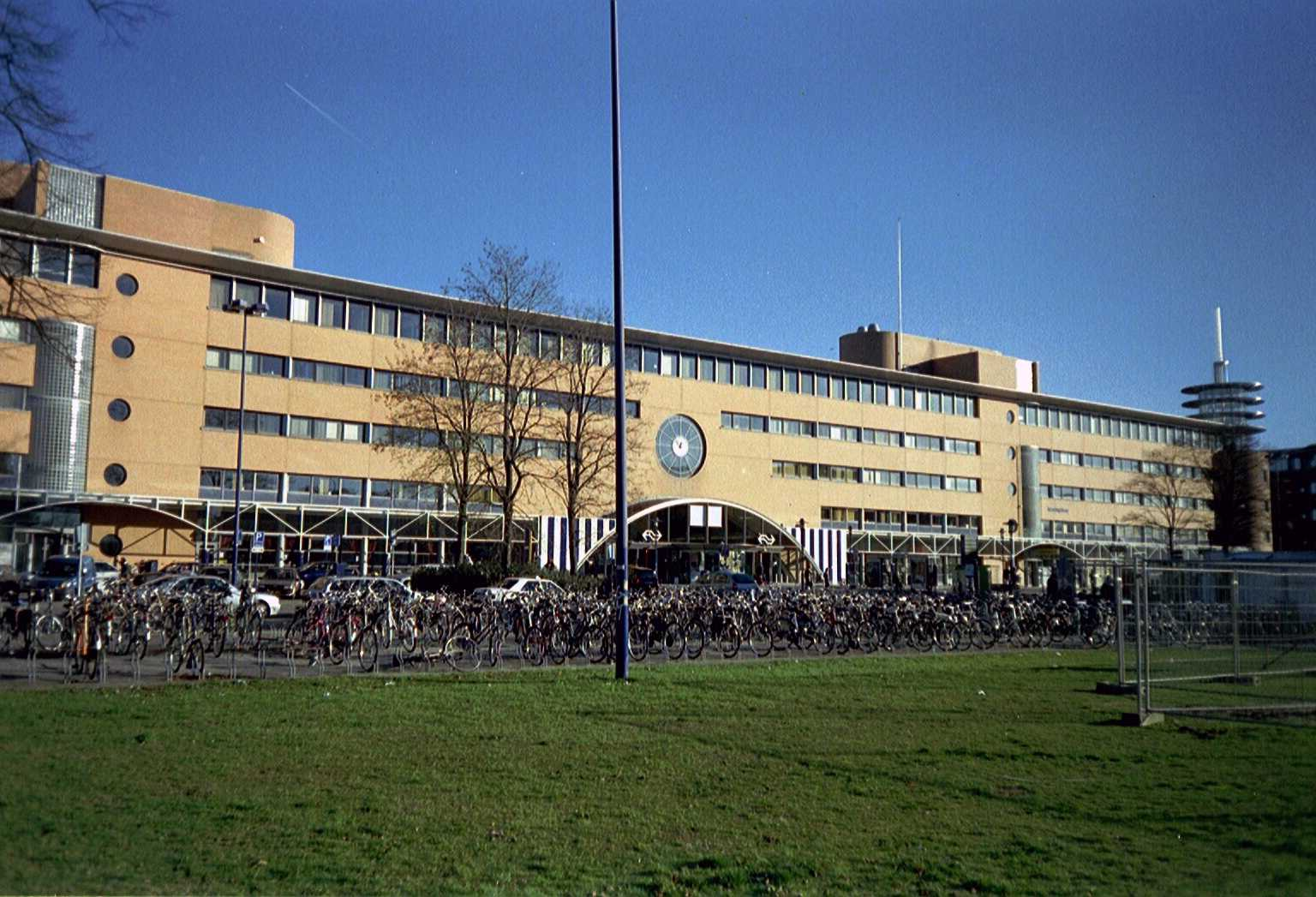
Station Hilversum

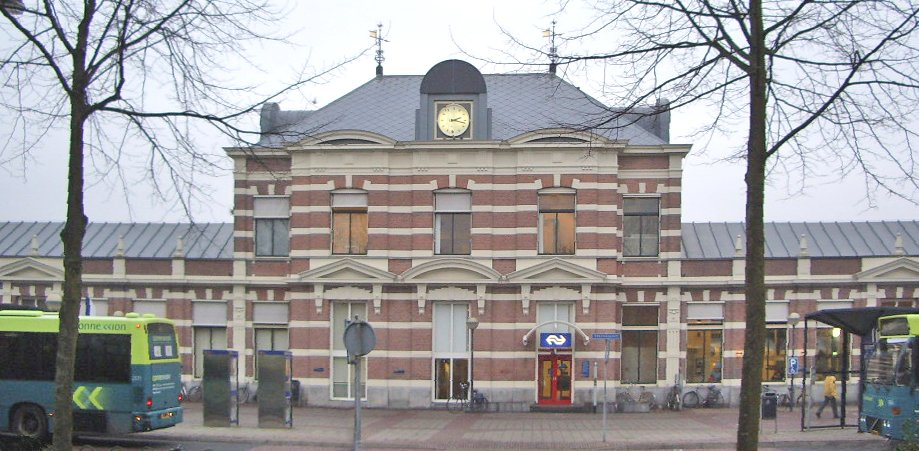
Station Hoorn

- Hollandsche Rading (deels ook in Utrecht gelegen)
- Hoofddorp
- Hoogkarspel
- Hoorn
  - Kersenboogerd
- Koog aan de Zaan
- Krommenie-Assendelft
- Naarden-Bussum
- Nieuw Vennep
- Obdam
- Overveen
- Purmerend
  - Overwhere
  - Weidevenne
- Santpoort
  - Noord
  - Zuid
- Schagen
- Schiphol Airport
- Uitgeest
- Weesp
- Wormerveer
- Zaandam
  - Kogerveld
- Zaandijk Zaanse Schans
- Zandvoort aan Zee